# Ofena
Ofena är en kommun i provinsen L'Aquila, i regionen Abruzzo i Italien. Kommunen hade 462 invånare (2018) och gränsar till kommunerna Calascio, Capestrano, Carpineto della Nora, Castel del Monte, Castelvecchio Calvisio, Civitella Casanova, Farindola, Villa Celiera och Villa Santa Lucia degli Abruzzi. Man tror att vestinernas stad Aufinum låg här.